# Бригада (колектив)
Бригада (італ. brigata) — група робітників, які спільно виконують певний комплекс робіт (виробнича бригада, сільськогосподарська бригада), громадське доручення тощо.
Перезміна бригади — заміна однієї бригади іншою після закінчення її вахти, наприклад, на шельфовому устаткованні. Більшість бригад на устаткованнях у Чорному, Азовському, Північному морях працюють на шельфі 14 днів, потім їх замінюють.